# Estrutura de três atos
A estrutura de três atos é um modelo usado na ficção narrativa que divide uma história em três partes (atos), muitas vezes chamadas de Configuração, Confronto e Resolução. Foi popularizada por Syd Field em seu livro de 1979, Roteiro – Os Fundamentos do Roteirismo. Foi falsamente atribuída a Aristóteles, que de fato defendeu peças de 2 e 16 atos. Aristóteles dividiu a peça em dois atos: δέσις (desis) e λύσις (lysis), que se traduz aproximadamente em ligar e desligar, embora a tradução contemporânea seja "complicação" e "desenlace".

## Questão dramática
À medida que a história avança, o enredo geralmente progride de forma a colocar uma questão de sim ou não, a principal questão dramática. Por exemplo, o menino vai ficar com a menina? O herói salvará o dia? Será que o detetive resolverá o mistério? O criminoso será pego pela aplicação da lei e levado à justiça? O protagonista será assassinado pelo fugitivo? Esta pergunta deve ser respondida no clímax da história. A resposta é muitas vezes sim; não; talvez; sim mas...; ou não, e mais...

## Estrutura
O primeiro ato, ou narração de abertura, geralmente é usado para exposição, para estabelecer os personagens principais, seus relacionamentos e o mundo em que vivem. Mais tarde, no primeiro ato, ocorre um incidente dinâmico, conhecido como incidente incitante, ou catalisador, que confronta o personagem principal (o protagonista). As tentativas do protagonista de lidar com esse incidente levam a uma segunda e mais dramática situação, conhecida como o primeiro ponto de virada do enredo, que (a) sinaliza o fim do primeiro ato, (b) garante que a vida nunca mais será a mesma para o protagonista e (c) levanta uma questão dramática que será respondida no clímax do filme. A questão dramática deve ser enquadrada em termos do chamado do protagonista para a ação, (X vai recuperar o diamante? Y vai pegar a garota? Z vai capturar o assassino?).
O segundo ato, também conhecido como "ação crescente", normalmente retrata a tentativa do protagonista de resolver o problema iniciado pelo primeiro ponto de virada, apenas para se encontrar em situações cada vez piores. Parte da razão pela qual os protagonistas parecem incapazes de resolver seus problemas é porque eles ainda não têm as habilidades para lidar com as forças do antagonismo que os confrontam. Eles não devem apenas aprender novas habilidades, mas chegar a um senso mais elevado de consciência de quem são e do que são capazes, a fim de lidar com sua situação, o que, por sua vez, muda quem eles são. Isso é chamado de desenvolvimento de personagem ou arco de personagem. Isso não pode ser alcançado sozinho e eles geralmente são auxiliados e incentivados por mentores e co-protagonistas.
O terceiro ato apresenta a resolução da história e suas subtramas. O clímax é a cena ou sequência em que as principais tensões da história são trazidas ao seu ponto mais intenso e a pergunta dramática é respondida, deixando o protagonista e outros personagens com uma nova noção de quem eles realmente são.